# Elizabeth Chudleigh
Elizabeth Chudleigh, maritata Pierrepont, duchessa di Kingston, talvolta indicata come contessa di Bristol (Chelsea, 8 marzo 1721 – Saint-Assise, 26 agosto 1788), è stata una nobildonna inglese.
Fu una cortigiana nota per la sua vita avventurosa. Figlia del colonnello Thomas Chudleigh (m. 1726), venne nominata dama d'onore della principessa Augusta di Sassonia-Gotha-Altenburg nel 1743, probabilmente grazie all'influenza dell'amico William Pulteney, I conte di Bath.
Sposatasi una seconda volta mentre il primo marito era ancora in vita, nel 1776 venne accusata di bigamia e processata dai pari d'Inghilterra a Westminster Hall in un processo che attrasse l'attenzione di 4000 spettatori.

## Biografia
Elizabeth Chudleigh nacque l'8 marzo 1721 a Chelsea dove suo padre, il colonnello Thomas Chudleigh, era vice-direttore del locale Royal Hospital; quest'ultimo morì quando Elizabeth era ancora una bambina.
Bella d'aspetto e gentile nei modi, non mancò di ammiratori tra i quali James Hamilton, VI duca di Hamilton e Augustus Hervey, poi III conte di Bristol, col quale si sposò il 4 agosto 1744 con una cerimonia privata a Lainston House, nell'Hampshire. Il matrimonio si tenne di notte per preservarne la segretezza; tale comportamento è spiegato dal fatto che entrambi i coniugi mancavano del supporto finanziario di cui necessitavano e l'unione doveva essere mantenuta segreta affinché Elizabeth continuasse a mantenere il suo incarico a corte e Hervey, ufficiale di marina, potesse continuare la propria carriera.
Il matrimonio, ad ogni modo, fu profondamente infelice e per anni i due non vissero insieme e dato che la cerimonia era stata celebrata in gran segreto, nessuno dei due si sentì in obbligo di sciogliere l'unione, conducendo però de facto vite separate.
Elizabeth Chudleigh divenne una figura chiave della società britannica dell'epoca e nel 1765, a Berlino, venne addirittura presentata a Federico II di Prussia. Divenne quindi amante di Evelyn Pierrepont, II duca di Kingston-upon-Hull.

### L'accusa di bigamia
Hervey era intenzionato a divorziare dalla moglie, ma Elizabeth non voleva concedere il divorzio dal momento che non voleva rendere pubblica la sua unione, temendo ancora delle ripercussioni. La giovane iniziò ad accusarlo di dire il falso e di non essere sposato con lei. Hervey non riusciva a portare una prova concreta della sua unione e pertanto nel febbraio del 1769 Elizabeth venne dichiarata libera di sposarsi con chiunque volesse, non avendo altri legami. Nel giro di un mese, infatti, sposò il duca di Kingston e prese il cognome di Pierrepont. A Knightsbridge, presso Westminster, il duca fece costruire per lei una grande casa chiamata Chudleigh House, ed oggi nota come Kingston House dove lui stesso morì quattro anni dopo, lasciando a Elizabeth tutte le sue proprietà, a condizione che rimanesse vedova. Si dedicò quindi ai viaggi all'estero, visitando Roma dove venne ricevuta con gli onori spettanti ad una duchessa da papa Clemente XIV.
Nel 1775, il fratello maggiore del suo primo marito morì e Hervey divenne conte di Bristol, motivo per cui lei stessa divenne nota poi nella storia col nome di contessa di Bristol.
La Chudleigh venne costretta a rientrare in Inghilterra dopo che Evelyn Medows (m. 1826), un nipote del suo secondo marito, la accusò pubblicamente di bigamia, nella speranza di divenire l'unico erede delle sostanze dello zio dal momento che la sua condizione di donna sposata l'avrebbe resa inabile ad ereditare secondo le disposizioni testamentarie del defunto duca. Nel dicembre del 1775 tentò di far valere il giudizio in suo favore già emesso dal tribunale, ma nel 1776 venne convocata a giudizio dai pari di Gran Bretagna presso Westminster Hall dove venne riconosciuta colpevole con 116 voti a favore e nessun contrario. Ciò, ad ogni modo, secondo la legge inglese, non aveva influenze sulla sua parte di eredità, se non che fu costretta a dividerla col nipote del secondo marito. Ad ogni modo, dopo questa esperienza, Elizabeth decise di lasciare l'Inghilterra.

### Gli ultimi anni

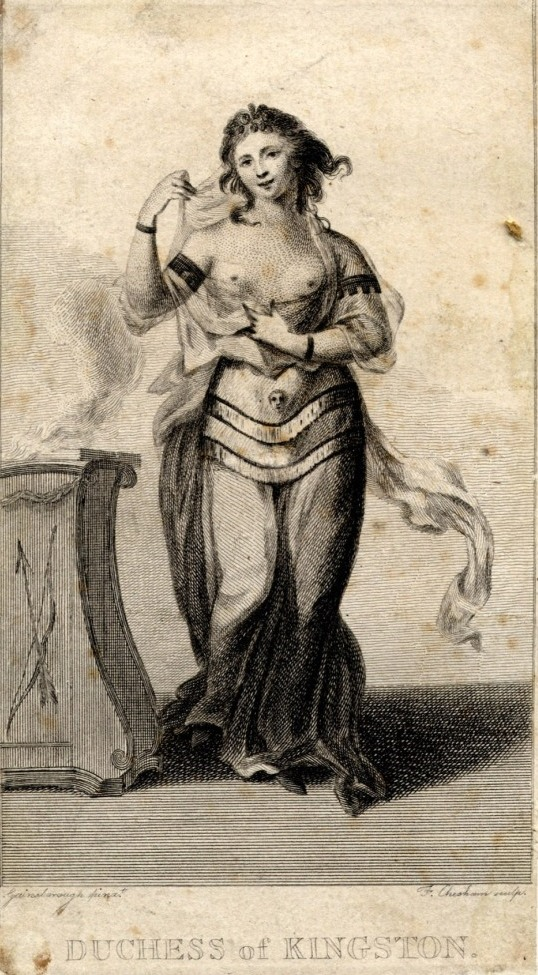
Elizabeth Chudleigh ad un ballo nel 1749

Elizabeth Chudleigh visse per qualche tempo a Calais, divenendo amante di Stefano Zannowich. Nel 1777, dopo essere stata accettata alla corte imperiale russa, i due fecero un'entrata spettacolare nel porto di San Pietroburgo dopo aver fatto costruire appositamente una nave. Nel governatorato dell'Estonia, acquistò tre tenute: Toila, Orro e Fockenhoff, consolidandole in un'unica azienda agricola col nome di "Chudleigh" nella quale pianificò di importare diverse razze canine da allevamento come King Charles spaniel e spinoni da punta, oltre ad una collezione personale di essenze arboree, vivendo in una casa sul Mar Baltico.
Nel 1777, Hervey ottenne infine il riconoscimento legale del suo matrimonio con Elizabeth, mentre lei continuava comunque a farsi chiamare "duchessa di Kingston", risiedendo a Parigi (nella sua casa di Montmartre), a Roma ed altrove, e finendo per morire al castello di Saint-Assise presso Seine-Port, non lontano da Parigi, il 26 agosto 1788, all'età di 67 anni.

### Nella cultura popolare
La vicenda della duchessa di Kingston fece molto discutere all'epoca, ma le attirò anche le accuse di essere una persona licenziosa e di scandalo. Il personaggio di Kitty Crocodile del commediografo Samuel Foote nello spettacolo A Trip to Calais, dell'epoca, era chiaramente ispirato a lady Chudleigh, come pure il personaggio di Beatrix Esmond, baronessa Bernstein, nelle opere La Storia di Henry Esmond e I Virginiani di William Makepeace Thackeray.
Elizabeth Chudleigh appare come personaggio in The Age of Scandal di T. H. White e nel romanzo storico di Theodore Sturgeon, I, Libertine. Appare come personaggio non parlante nella commedia Mr Foote's Other Leg.